# Gustav Aubin
Gustav Karl Wilhelm Aubin (* 13. März 1881 in Reichenberg, Böhmen; † 15. September 1938 in München) war ein deutsch-österreichischer Nationalökonom und Wirtschaftshistoriker.

## Familie
Gustav Aubin stammte aus einer Hugenottenfamilie, die sich, ursprünglich aus Valenciennes stammend, um 1599 in Frankfurt am Main niedergelassen hatte. Unter seinen Vorfahren finden sich vor allem Gastwirte und Kaufleute. Sein Vater Carl Alexander Aubin (1850–1920) war 1867 als preußischer Staatsbürger in das böhmische Reichenberg gekommen, wo er zusammen mit Berliner Geschäftspartnern eine Teppichfabrik gründete. Sein Großvater väterlicherseits war der Berliner Fabrikant Philipp William Aubin (1809–1876). Seine Mutter Anna, geb. Schirmer (1856–1935) war die Tochter des Kaufmanns und Bürgermeisters von Reichenberg, Gustav Schirmer (1821–1893).
Das väterliche Unternehmen war erfolgreich und expandierte rasch, so dass Gustav Aubin und seine vier Geschwister in wohlhabenden, großbürgerlichen und behüteten Verhältnissen aufwuchsen. Gustav Aubin und sein jüngerer Bruder, der Historiker Hermann Aubin (1885–1969), waren die ersten Mitglieder der Familie, die eine akademische Laufbahn einschlugen.
Am 30. Januar 1908 heiratete Gustav Aubin Elisabeth Mez (* 1885), die Tochter des Freiburger Bankiers Julius Mez. Die Ehe blieb kinderlos.
Der Rechtswissenschaftler Bernhard Aubin (1913–2005) war der Sohn seines Bruders Hermann und damit sein Neffe.

## Ausbildung und beruflicher Werdegang
Gustav Aubin besuchte das k. u. k Staats-Gymnasiums in seiner Geburtsstadt Reichenberg, das ihm eine humanistische Bildung vermittelte. Nachdem er seinen einjährig-freiwilligen Militärdienst bei der k. u. k. Armee abgeleistet hatte, studierte er von 1900 bis 1907 Rechtswissenschaften, Nationalökonomie und Geschichte an der Universität Berlin, der Universität Leipzig, der Universität Freiburg sowie der Universität München. Am 22. Dezember 1905 wurde er  an der Universität Freiburg mit der Dissertation Die Entwickelung der richterlichen Unabhängigkeit im neuesten deutschen und österreichischen Rechte zum Doktor der Rechtswissenschaften promoviert und zwei Jahre darauf, am 4. November 1907, mit der wirtschaftsgeschichtlichen Dissertation Die Entstehung und Entwicklung des grundherrlich-bäuerlichen Verhältnisses in Frankreich und einigen anderen mitteleuropäischen Ländern bei dem Nationalökonomen Lujo Brentano an der Universität München zum Doktor der Staatswissenschaften (Dr. rer. oec.).
Am 3. Juli 1911 habilitierte er sich an der Universität Erlangen im Fach Nationalökonomie mit der wirtschaftsgeschichtlichen Arbeit Zur Geschichte des gutsherrlichen-bäuerlichen Verhältnisses in Ostpreußen vor der Gründung des Ordensstaates bis zur Steinschen Reform. Ab dem 20. August 1911 war er zunächst als Privatdozent für Staatswissenschaften an der Universität Erlangen tätig. Auf Bitten des Hallenser Ordinarius für Nationalökonomie, Johannes Conrad, habilitierte er sich am 22. Juli 1912 für das Fach Staatswissenschaften an der Universität Halle-Wittenberg um, wohin er 1912 als Privatdozent mit einem Lehrauftrag für Staatsbürgerkunde und Sozialversicherung ging. Hier fungierte er außerdem als Redaktionssekretär der Conrad’schen Jahrbücher.
1914 gehörte er zu den Unterzeichnern der Erklärung der Hochschullehrer des Deutschen Reiches. Im Mai 1915 trat er in das preußische Heer ein und nahm von 1915 bis 1918 als Oberleutnant am Ersten Weltkrieg teil. Ihm wurden das Eiserne Kreuz I. und II. Klasse sowie das österreichische Militärverdienstkreuz verliehen.
Am 26. Oktober 1917 wurde ihm der Titel eines Professors verliehen, am 1. Oktober 1919 wurde Aubin zum ordentlichen Professor für Wirtschaftliche Staatswissenschaften an der Universität Halle-Wittenberg berufen. Gleichzeitig wurde er Mitdirektor des Seminars für Staatswissenschaften und Direktor des Seminars für Genossenschaftswesen. 1926 lehnte er einen Ruf nach Jena und 1927 nach Frankfurt am Main ab.
Als Wirtschaftswissenschaftler veröffentlichte Aubin hauptsächlich zu historischen Themen, weshalb er sich vor allem als Wirtschaftshistoriker einen Ruf erarbeitete. Sein Interessenschwerpunkt lag auf der Gewerbegeschichte der frühen Neuzeit, der Entwicklungsgeschichte der Agrarverfassung, besonders in Ostdeutschland, sowie der Wirtschaftsgeschichte von Mitteldeutschland. Er entdeckte den sogenannten Zunftkauf, einen kollektiven Lieferungsvertrag, der einen bedeutenden Einfluss auf die Entwicklung des Verlagssystems in der ostdeutschen Leinenindustrie hatte.

## Konflikt um die Professur von Günther Dehn und Verdrängung aus dem Amt
In den Jahren 1930 bis 1932 war Gustav Aubin Rektor der Vereinigten Friedrichs-Universität Halle-Wittenberg. Bereits 1931 wurde er massiv von der nationalsozialistischen Studentenschaft angefeindet, weil er sich als Rektor der Universität für den pazifistischen evangelischen Theologen Günther Carl Dehn einsetzte. Dieser hatte einen Ruf der Universität Halle-Wittenberg als Professor für Praktische Theologie angenommen, nachdem ihm zuvor der Antritt einer Professur an der Universität Heidelberg, wohin er 1930 berufen worden war, verweigert worden war. Dehn hatte im November 1928 in Magdeburg einen Vortrag über Kirche und Völkerversöhnung gehalten, der von den Nationalsozialisten so aufgefasst wurde, dass Dehn Soldaten als Mörder betrachte und ihnen die Ehre durch die christlichen Kirchen verweigern wolle.
An der Universität Halle löste Dehns Berufung Proteste des Nationalsozialistischen Deutschen Studentenbundes unter Anführerschaft von Joachim Mrugowsky aus. Gustav Aubin hielt an der Zusage der Fakultät gegenüber Dehn fest und sagte zu, ihn gegen etwaige studentische Angriffe zu verteidigen.
Dehn wurde allerdings durch den preußischen Kultusminister Adolf Grimme zunächst für ein halbes Jahr beurlaubt, um sich auf die Vorlesungen an der Universität Halle vorbereiten zu können.
Am 11. November 1931 fand eine Vollversammlung der Dozenten der Universität Halle statt, die Gustav Aubin als Rektor sowie dem Senat das Vertrauen aussprach. Das Vorgehen der Studenten wurde verurteilt. Noch am selben Tag versammelten sich auf dem Jenaer Marktplatz etwa 2000 Studenten aus Halle, Leipzig, Köthen und Jena zu einer Protestkundgebung gegen Günther Dehn, Kultusminister Adolf Grimme und Gustav Aubin, auf der sie ankündigten, die Proteste so lange fortzusetzen, bis Dehn zurücktrete.
Am 1. Dezember 1931 veröffentlichte Dehn unter dem Titel Kirche und Völkerversöhnung. Dokumentensammlung zum halleschen Universitätskonflikt eine Dokumentensammlung, in deren Nachwort er seine Sicht auf den bisherigen Verlauf des Konfliktes und seinen Standpunkt darlegte sowie sein Handeln rechtfertigte. Diese Schrift fachte den Konflikt weiter an. Da Dehn in seinem Nachwort indirekt auch die Erklärung der Dozentenversammlung angriff, verlor er die Unterstützung zahlreicher Hochschullehrer, die mit den Studenten sympathisierten.
Eine am 20. Januar 1932 abgehaltene Studentenversammlung sprach sich geschlossen gegen Dehn aus und verabschiedete eine Empfehlung, die Universität Halle im folgenden Sommersemester zu meiden, da sie mit Dehns Berufung „aus der Reihe der Universitäten austrete, die ein deutscher Student besuchen könne“. Auch eine Vollversammlung der Hallenser Theologenschaft forderte im Januar 1932 die Abberufung Dehns und legte diesem nahe, seine Professur freiwillig um des Friedens der Universität willen niederzulegen.
Der NS-Studentenbund setzte seine Kampagne fort, teilweise kam es zu regelrechten Anti-Dehn-Krawallen. Aubin, der in den studentischen Protesten gegen die Berufung eines Professors einen Angriff auf die akademische Lehrfreiheit sah, musste die studentischen Aufmärsche zum Teil durch Polizeieinsätze unterbinden lassen, um Dehns Vorlesungen durchsetzen zu können. Er erreichte außerdem ein vorübergehendes Verbot des Nationalsozialistischen Deutschen Studentenbunds an der Universität Halle. Dadurch wurde er zu einem der von den Nationalsozialisten meistgehassten Universitätsrektoren der Weimarer Republik.
Der Senat unterbreitete Dehn 1932 den Vorschlag, ihn für zwei Semester „für eine Studienreise“ zu beurlauben. Dehn, der die Situation in Halle zunehmend als beklemmend empfand, willigte schließlich ein, nachdem ihm mündlich versichert worden war, dass er nach einem Jahr wieder als Professor an die Universität zurückkehren könne. Am 22. April wurde Dehn, der sich während seiner Beurlaubung in England aufhielt, von seinem Amt als ordentlicher Professor suspendiert, was er aus der Zeitung erfuhr. Am 21. November 1933 wurde er endgültig aus dem Staatsdienst entlassen.
Gustav Aubin, der sich als Rektor der Universität bemüht hatte, Dehns Professur durchzusetzen, trat am 20. April 1933 vom Amt des Prorektors zurück. Am 28. April 1933 wurde er aus politischen Gründen für das Sommersemester 1933 von seiner Professur beurlaubt. Im Wintersemester 1933/34 nahm er für ein Semester die Vertretung des Lehrstuhls für Wirtschaftsgeschichte und Wirtschaftsgeographie in Köln wahr, bevor er 1934 im Austausch gegen Waldemar Mitscherlich an die Fakultät für Staatswissenschaften der Universität Göttingen versetzt wurde, wo er die ordentliche Professur für wirtschaftliche Staatswissenschaften übernahm. Mitscherlich war aufgrund seiner erklärten Gegnerschaft gegenüber dem aufkommenden Nationalsozialismus nach Studentenboykotten ebenfalls beurlaubt worden und wurde 1934 an die Universität Halle versetzt. In Göttingen war Aubin gleichzeitig Direktor des Staatswissenschaftlichen Seminars sowie der Sammelstelle für Volkswirtschaftskunde.
Zusammen mit seinem langjährigen Schüler Arno Kunze arbeitete Gustav Aubin bereits seit längerer Zeit an einer Publikation über die Zunftorganisation in der Leinenproduktion, als er im September 1938 plötzlich verstarb.
Sein jüngerer Bruder Hermann Aubin setzte sich für die posthume Veröffentlichung des Werkes ein, welches, obwohl bei Gustav Aubins Tod fast fertiggestellt, aufgrund von Diskrepanzen mit Kunze erst 1940 erschien.

## Mitgliedschaften
Gustav Aubin war seit 1929 Ehrenmitglied der Oberlausitzischen Gesellschaft der Wissenschaften in Görlitz. Im gleichen Jahr wurde er Mitglied in der Vereinigung der sozial- und wirtschaftswissenschaftlichen Hochschullehrer. Ab 1931 war er außerdem Mitglied in der Akademie gemeinnütziger Wissenschaften zu Erfurt.
Von 1920 bis 1934 war Gustav Aubin Mitglied im Spirituskreis, einer Gemeinschaft von geisteswissenschaftlichen Gelehrten an der Universität Halle.

## Veröffentlichungen
- Die Leineweberzechen in Zittau, Bautzen und Görlitz., 1915
- Deutsch-Österreich. Auslandstudien der Universität Halle-Wittenberg, II. Reihe, Heft 4, Halle 1919
- Die Berufe der Stadt Bautzen in Handel und Gewerbe vom 15. bis 18. Jahrhundert. In: Vierteljahrschrift für Sozial- und Wirtschaftsgeschichte. Band 15, 1919, S. 236–251
- Aus der Frühzeit des deutschen Kapitalismus – Der kollektive Lieferungsvertrag. In: Zeitschrift für das gesamte Handels- und Konkursrecht. Band 84, 1921, S. 423–458
- Entwicklung und Bedeutung der mitteldeutschen Industrie. In: Beiträge zur mitteldeutschen Wirtschaftsgeschichte und Wirtschaftskunde. Heft 1, Halberstadt 1924
- Staat und Agrarverfassung. 1924
- Die wirtschaftliche Bedeutung des Rheingebietes. In: Der Deutsche und das Rheingebiet. Halle 1926, S. 186–223
- Die historische Entwicklung der ostdeutschen Agrarverfassung und ihre Beziehungen zum Nationalitätenproblem der Gegenwart. In: W. Volz: Der ostdeutsche Volksboden., Breslau 1926, S. 54–85
- Die wirtschaftliche Einheit Mitteldeutschlands. Merseburg 1927
- Der Einfluß der Reform in der Geschichte der deutschen Wirtschaft., 1929
- Die Wirtschaftsnot des deutschen Ostens. Rede gehalten beim Antritt des Rektorates der Vereinigten Friedrichs-Universität Halle-Wittenberg am 12. Juli 1930. Band , Niemeyer-Verlag, Halle 1930
- Aus der Geschichte der Universität Halle um die Wende des 18. Jahrhunderts: Rede, gehalten beim Antritt seines zweiten Rektorates der Vereinigten Friedrichs-Universität Halle-Wittenberg am 13. Juni 1931. Hallische Universitätsreden, Band 52, Niemeyer-Verlag, Halle 1931
- Das Werden der ostdeutschen Wirtschaft. In: K. C. Thalheim, A. H. Ziegfeld (Hrsg.): Der deutsche Osten, seine Geschichte, sein Wesen, seine Aufgaben. Berlin 1936
- Aus der Entstehungsgeschichte der nordböhmischen Industrie., 1937
- zusammen mit Arno Kunze: Leinenerzeugung und Leinenabsatz im östlichen Mitteldeutschland zur Zeit der Zunftkäufe, ein Beitrag zur industriellen Kolonisation des Ostens., 1940 (posthume Veröffentlichung)
- Bartholomäus Viatis, ein Nürnberger Kaufmann vor dem 30-jährigen Kriege., In: Vierteljahrschrift für Sozial- und Wirtschaftsgeschichte. Band 33, 1940, S. 145–157 (posthume Veröffentlichung)